# Quatro Pontes
Quatro Pontes är en kommun i Brasilien.   Den ligger i delstaten Paraná, i den södra delen av landet, 1 200 km sydväst om huvudstaden Brasília. Antalet invånare är 3 804.
Trakten runt Quatro Pontes består till största delen av jordbruksmark. Runt Quatro Pontes är det ganska glesbefolkat, med 30 invånare per kvadratkilometer.